# The Jury Goes Round ’n’ Round
The Jury Goes Round ’n’ Round ist ein US-amerikanischer komödiantischer Kurzfilm aus dem Jahr 1945 von Jules White, der 1946 für einen Oscar nominiert war.

## Inhalt
Vera Vague ist als Geschworene einberufen worden, um zusammen mit einer Gruppe weiterer Geschworener darüber zu entscheiden, ob sich ein Mann des Mordes schuldig gemacht hat.

## Hintergrund, Veröffentlichung
Die Schauspielerin Barbara Jo Allen, die auch unter dem Namen Vera Vague bekannt war, war in erster Ehe (bis 1931) mit dem Schauspieler Barton Yarborough, der die Rolle des Geschworenen Mr. Lovett spielt, verheiratet.
Der Film wurde in den USA am 1. Juni 1945 veröffentlicht. Sein Arbeitstitel lautete: Gypped in a Jury.

## Auszeichnung
1946 wurde Jules White für einen Oscar in der Kategorie „Bester Kurzfilm“ (2 Filmrollen) nominiert. Die Trophäe ging jedoch an Gordon Hollingshead und den Film Star in the Night.